# Сантоку
Сантоку (яп. 三徳包丁 сантоку бо:тё:) — универсальный японский кухонный нож. Первоначально был разработан как модификация западного (в частности, французского) поварского ножа для разделки говядины, а затем его приспособили для нужд японской кухни («японский нож шеф повара»).

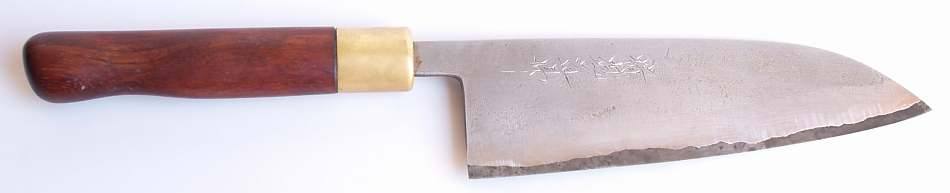
Нож сантоку

«Сантоку» буквально переводится как «три хороших вещи» или «три вида использования», что говорит о пригодности ножа хорошо резать, рубить и крошить. Размер сантоку удобен для резки мелкими ломтиками или кубиками как мяса, так и овощей.
Клинок сантоку имеет остриё (соединение обуха и режущей кромки) в виде т. н. «овечьей ноги» (sheepfoot). По существу очертания «овечьей ноги» создаёт обух клинка. При такой конфигурации нож имеет очень малый зазор между практически плоской режущей кромкой и поверхностью разделочной доски, когда лезвие опускается от пяты (противоположной части острия лезвия) к кончику. Поэтому при более острой заточке лезвия сантоку имеет ограниченные возможности при нарезке методом раскачивания. Сантоку рассчитан в большей степени на одиночные, направленные вниз нарезающие движения, и на плавные переходы от надавливания на поверхность разделочной доски пятой лезвия и его остриём.
Сантоку более короткий, чем бо́льшая часть поварских ножей (прежде всего, в сравнении с европейским ножом шеф-повара). Длина клинка может быть различной, обычно варьирует в диапазоне 5-8 дюймов, но стандартной считается  7 дюймов (178 мм). Лезвие ножа широкое — это, при узкой ручке, даёт повару пространство под ладонь и большую свободу в манипуляциях ножом. Лезвие сантоку затачивается сильнее обычного, чтобы ножом было удобно нарезать рыбу, овощи, мясо с мелкими костями или же без костей.
Многие производители оснащают клинки сантоку, в непосредственной близости к режущей кромке, рядом овальных углублений, которые называются «воздушные карманы» или грантоны (по названию шеффилдской фирмы Granton, первой запатентовавшей эти карманы). Благодаря этим углублениям, уменьшается прилипание к клинку ножа разрезаемых продуктов (мясо, сыр и др.)
Оригинальный японский сантоку хорошо сбалансирован. Он изготавливается из стали, закаленной до высокой твердости. Клинок сильнее заточен в носовой части, что способствует точной и тонкой нарезке. Профильный угол сантоку составляет 15—18°.
Вопреки мнению многих, сантоку появился сравнительно недавно - в середине XX века. Фактически, это универсальный нож, который может выполнять те же задачи, что и традиционные гюйто (для мяса), деба (для рыбы) и накири (для овощей).

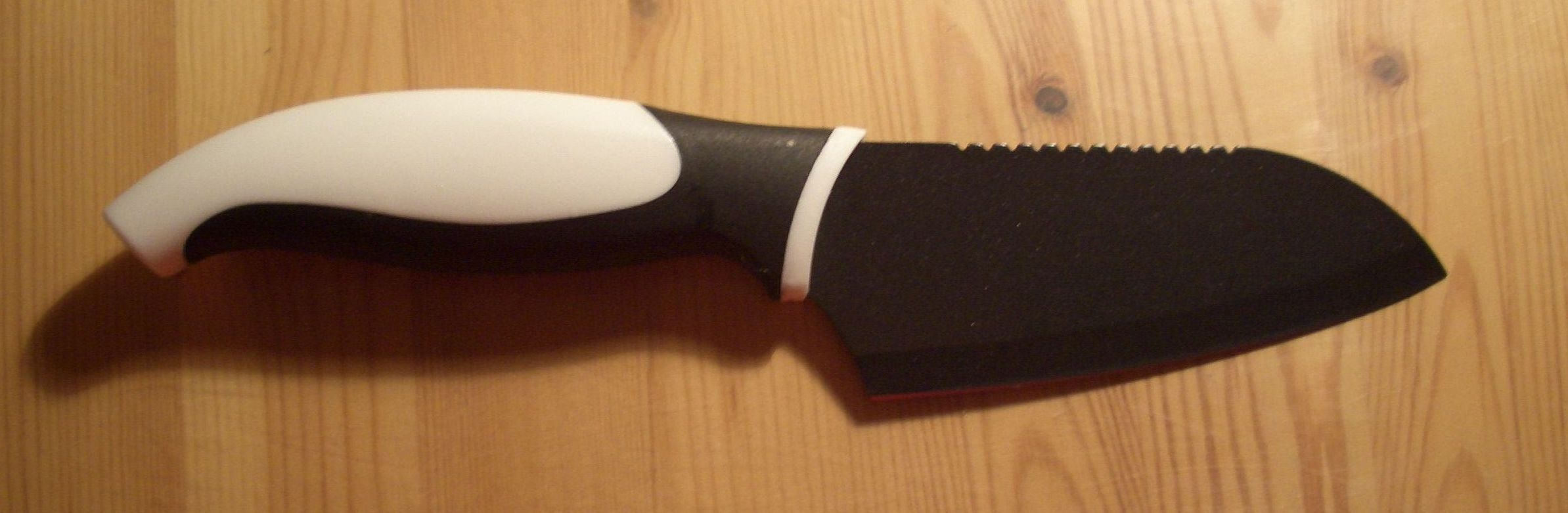
Европейский вариант ножа сантоку

По сравнению с японским оригиналом западные модели «сантоку» имеют различную балансировку, конструкцию лезвия, и изготовляются из более мягкой стали, что сказывается на толщине лезвия и кромки. Также европейские вариации сантоку могут иметь на лезвии выступы или углубления, предназначенные для уменьшения прилипания пищи к ножу.